# Equipe uzbeque na Copa Billie Jean King
A equipe uzbeque na Copa Billie Jean King representa o Uzbequistão na Copa Billie Jean King, principal competição de tênis feminina por equipes do mundo. É administrada pela Uzbekistan Tennis Federation.

## História
O Uzbequistão competiu pela primeira vez em 1995. Seu melhor resultado foi chegar aos play-offs do Grupo Mundial II de 2008.

## Última convocação
Para o Grupo I da Ásia/Oceania de 2023, em abril:
- Sevil Yuldasheva
- Akgul Amanmuradova
- Ominahon Valihanova
- Sabrina Olimjanova
- Maftunabonu Kahramonova